# Ocurrió así
Ocurrió así fue un programa de televisión estadounidense de investigación de la cadena de televisión Telemundo que debutó el 8 de octubre de 1990. Era presentado por Enrique Gratas, siendo Fran Mires su productor ejecutivo. Gratas dejó el programa en 1999 y fue reemplazado por el periodista peruano Guillermo Descalzi. Pedro Sevcec, un exreportero del programa, regresó como presentador temporal ese año. El programa se relanzó posteriormente en 2000 con Ana Patricia Candiani como conductora. Candela Ferro se unió al programa en 2001 y ambas permanecieron hasta su cancelación en abril de 2002.

## Historia
Ocurrió así se estrenó el 8 de octubre de 1990 con Enrique Gratas como anfitrión, transmitiéndose en el horario de las 5:00 p.m. Se convirtió en un éxito instantáneo, ganó seis premios Emmy y se convirtió en el programa líder de la cadena. Los índices de audiencia, sin embargo, comenzaron a caer gradualmente debido en parte a enfrentar a la competencia de Primer Impacto, de la cadena rival Univision, en el mismo horario. 
Gratas dejó el programa en 1999, sustituido por Guillermo Descalzi, y Pedro Sevcec asumió el cargo por el resto del año. Cuando Sevcec fue ascendido a presentador principal de Noticiero Telemundo en enero de 2000, la periodista mexicana Ana Patricia Candiani se convirtió en la nueva presentadora de Ocurrió así, y la periodista argentina Candela Ferro se unió como copresentadora en 2001. Estos cambios no mejoraron la audiencia del programa y Ocurrió así salió del aire el 26 de abril de 2002. El programa fue sustituido por Al rojo vivo, conducido por la expresentadora de Primer Impacto María Celeste Arrarás. Entre sus periodistas, estuvo Rodrigo Alonso, ganador de varios premios Emmy.

## Incidentes
Uno de los momentos más infames en Ocurrió así fue el asesinato en 1993 de Maritza Martín, que fue captado por un camarógrafo del programa. Originalmente, el segmento iba a ser una entrevista en un cementerio donde Emilio Núñez estaba visitando a su hija fallecida. Nuñez culpó del suicidio de su hija a Martín después de una intensa disputa en 1992. Al enfrentarse a Maritza, Emilio regresó a su auto y, de repente, reapareció para disparar doce tiros que mataron a Martín. El video del asesinato se usaría más tarde en el documental de 2002 Bowling for Columbine.